# Polycarp Pengo

Znak kardinála Polycarpa Pengo

Polycarp kardinál Pengo (5. srpna 1944 Mwazye) je tanzanský římskokatolický kněz, emeritní arcibiskup arcidiecéze Dar es Salaam, kardinál.

## Kněz
Kněžské svěcení přijal 20. června 1971, další dva roky byl sekretářem biskupa diecéze Sumbawanga. Následující čtyři roky strávil na studiích na Accademia Alfonsiana při Papežské lateránské univerzitě v Římě (zde získal doktorát z teologie v roce 1977). Po návratu do vlasti přednášel v seminářích v městech Kipalapala a Segerea (zde byl také rektorem).

## Biskup
Dne 11. listopadu 1983 byl jmenovaný sídelním biskupem diecéze, hlavním světitelem při biskupském svěcení 6. ledna 1984 byl papež Jan Pavel II. V říjnu 1986 byl jmenovaný biskupem diecéze Tunduru-Masasi, v lednu 1990 se stal arcibiskupem-koadjutorem arcidiecéze Dar es Salaam. Řízení arcidiecéze se ujal 22. července 1992 (poté, co na tuto funkci vzhledem k dovršení kanonického věku rezignoval kardinál Laurean Rugambwa). Na jaře 1994 se účastnil biskupského synodu ve Vatikánu, který se věnoval církvi v Africe; byl členem sekretariátu synodu.

## Kardinál
Při konzistoři v únoru 1998 ho Jan Pavel II. jmenoval kardinálem. Dne 21. ledna 2007 byl zvolen předsedou Sympozia biskupských konferencí Afriky a Madagaskaru (SECAM).